# Adartico Vudafieri
Adartico Vudafieri (Castelfranco Veneto, Itàlia; 11 d'octubre de 1950) és un pilot de ral·li italià actualment retirat. Va participar al Campionat Mundial de Ral·lis. Guanyador del Campionat d'Europa de Ral·lis de 1981 i del Campionat d'Itàlia de Ral·lis de 1978, 1980 i 1984.

## Trajectòria
Vudafieri comença a competir l'any 1973 amb un Simca Rallye 2, passant posteriorment a competir amb un Porsche.
L'any 1978 guanya amb un Lancia Stratos HF el seu primer Campionat d'Itàlia de Ral·lis. A la temporada següent queda subcampió, per darrera d'Antonio Fassina, afectat per una lesió al Ral·li de la Costa Esmeralda. L'any 1980 recupera el títol nacional amb un Fiat 131 Abarth.
La temporada 1981 guanya el Campionat d'Europa de Ral·lis amb el Fiat 131 Abarth. Gràcies a aquesta victòria dona el salt a proves del Campionat Mundial de Ral·lis de la mà de Lancia.
La temporada 1983, amb un Lancia Rally 037, acaba cinquè al Ral·li de Portugal i tercer al Tour de Còrsega.
L'any 1984 guanya el seu tercer títol italià amb un Lancia Rally 037.